# Corrida de sacos

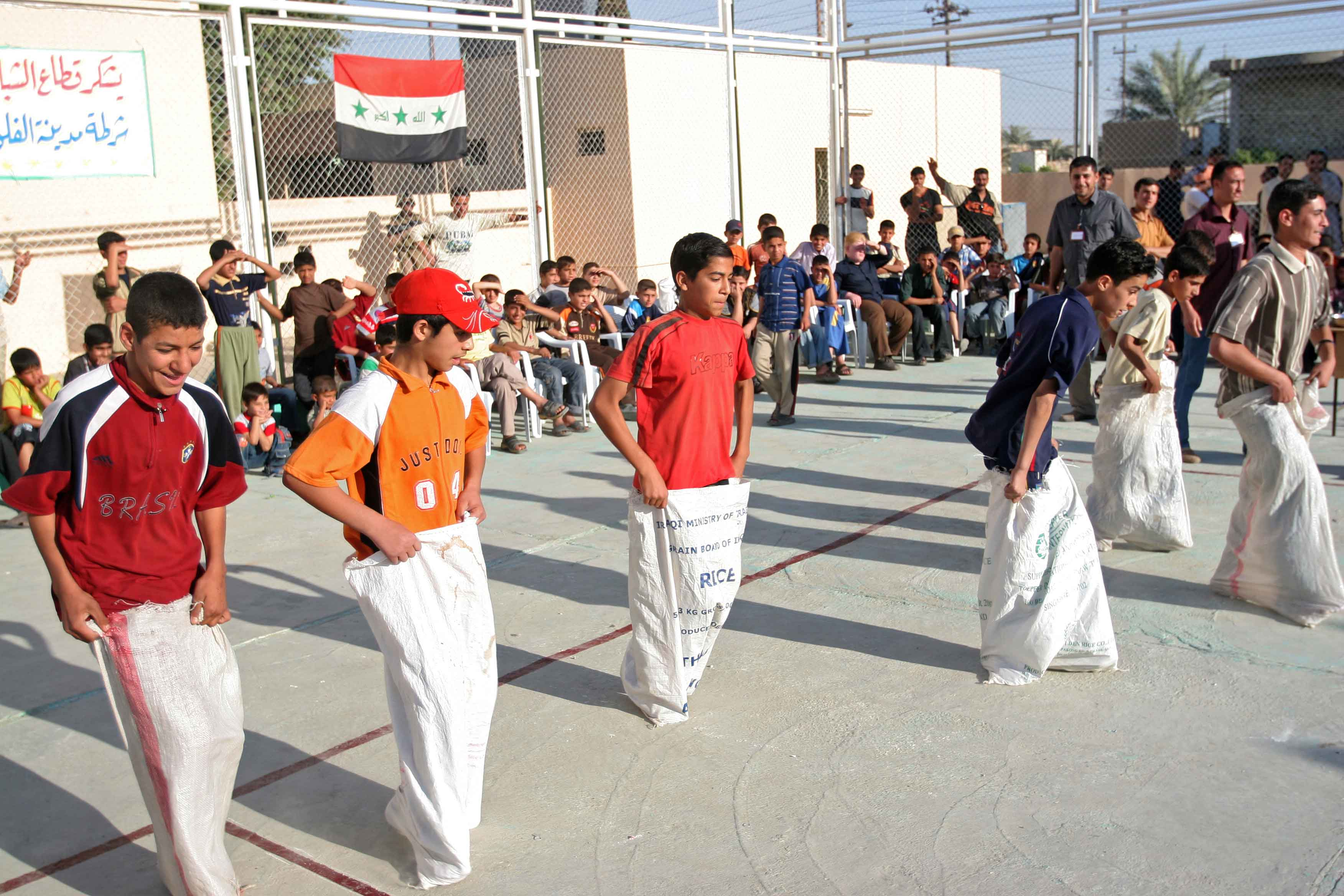
Pessoas brincando de corrida de sacos.

A corrida de sacos é uma competição geralmente infantil na qual as crianças colocam os pés dentro de um saco ou travesseiro e pulam com a intenção de chegar ao outro lado da rua ou à uma linha de chegada. A primeira pessoa a alcançar esse objetivo é o vencedor(a) da partida.
A brincadeira também pode ser uma disputa entre duas equipas, e as pessoas devem saltar dentro dos sacos, sair do saco e entregar para o próximo competidor, fazendo um revezamento. Os sacos devem ser resistentes, como sacos de estopa, de batatas ou de arroz, desde que cheguem a pelo menos o quadril das pessoas.